# قابلية التحويل

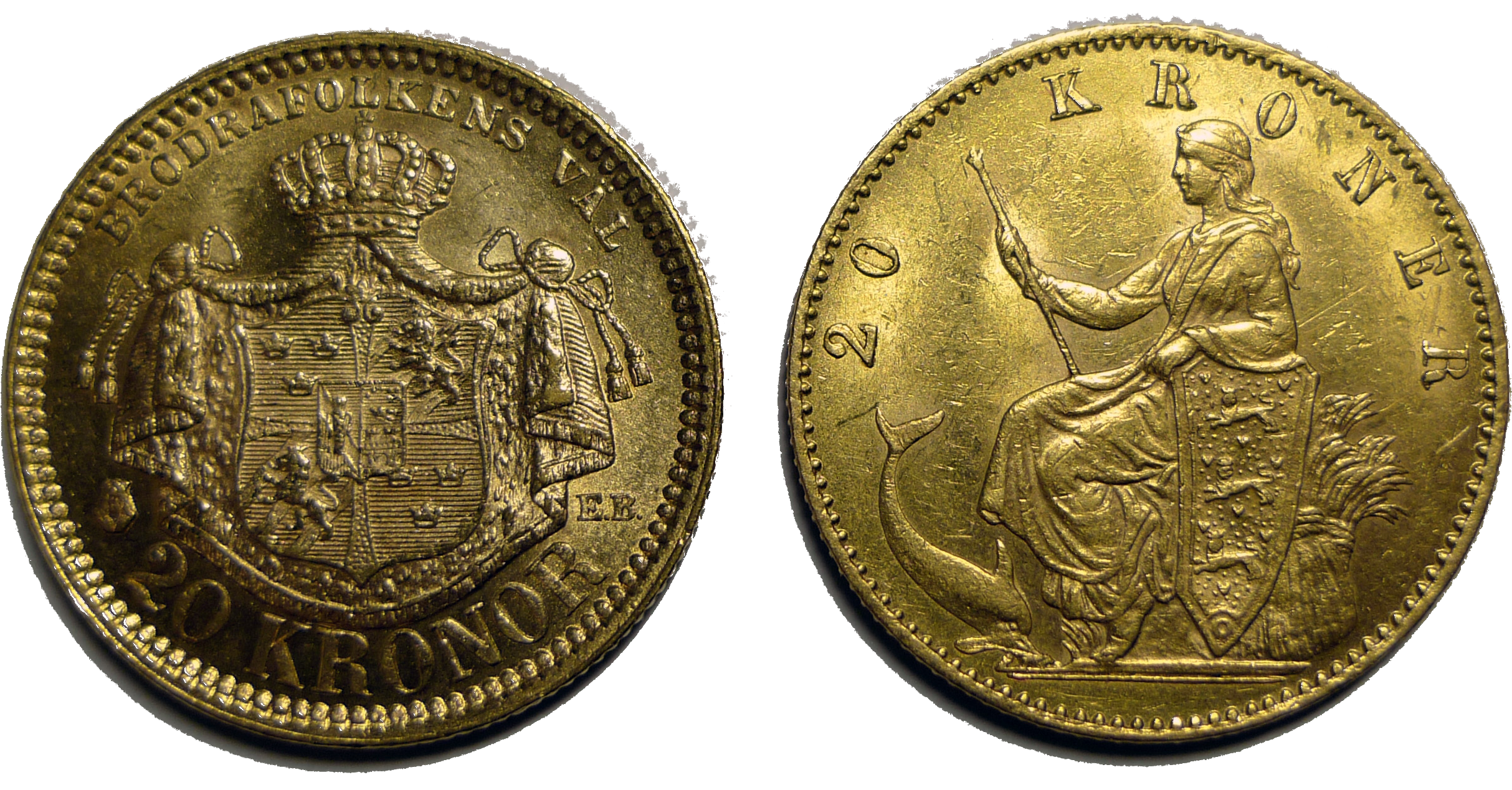

قابلية التحويل (ملاحظة 1) في التعاملات المالية والاقتصادية هي الخاصية التي تتيح للمال أو أي وسيلة مالية أخرى أن تحوّل (أو أن تبدّل) إلى أية سيولة أخرى مختزنة للقيمة.
تعد قابلية التحويل ذات أهمية في التجارة الدولية، حيث يستلزم تبديل القيمة بين العملات المختلفة.
قامت بعض الدول بسنّ قوانين تحول دون تبادل عملاتها إلَّا ضمن نسب محددة يُسمح بها قانونياً، فيما قامت دول أخرى باشتراط الحصول على رخص لإجراء تبادلات تزيد عن حدٍ معين. وهناك بعض العملات التي من غير الممكن تحويلها رسمياً، ويمكن فقط تبديلها عبر اللجوء للسوق السوداء ومن هذه العملات الوون الكوري الشمالي والروبل الترانسنيستري والبيزو الكوبي. وغالباً ما يكون سعر الصرف الرسمي لهذه العملات أعلى مما هو عليه في السوق السوداء.

## هوامش
- (ملاحظة 1): قابلية التحويل [3] أو قابلية التبديل [4]